# Вышневолоцкая гряда
Вышневолоцкая гряда расположена в восточной части Валдайской возвышенности.
Основная часть гряды проходит по территории Тверской области в Нелидовском районе через деревни Каськово, Высокое, а также через верховья рек Жукопы, Песочни, Молодой Туд, Пырошни, в средней части гряда разделяется на 2 цепи.
Около реки Волги обе цепи сливаются (в этом месте относительная высота достигает 100 м). Наиболее возвышенные точки гряды находятся в районе города Вышний Волочёк, здесь абсолютные высоты рельефа превосходят 300 м, наивысшая точка гряды расположена на левом берегу Волги, её абсолютная высота составляет 317,6 м над уровнем моря.
В пределах Вышневолоцкой гряды лежит широкое, плоское поднятие у истоков реки Цны, где к западу от села Есеновичи находится самая высокая точка Тверской области, абсолютная высота которой составляет 346 м. К северо-востоку от Вышнего Волочка вновь встречаются невысокие холмы у деревень Бор, Границы, Мякишево (относительная высота 10—20 м).
Вышневолоцкая гряда сложена моренными суглинками, перекрытыми разнозернистыми песками с валунами и галькой. Вершины холмов Вышневолоцкой гряды округлены, склоны пологи, между холмами заболоченные низины, речные долины слабо врезаны. Через Вышневолоцкую гряду протекают реки Волга, Большая и Малая Коша, с холмов начинаются реки Осуга, Цна и Поведь.